# Raahul Singh
Raahul Singh, Rahul Singh (ur. 18 października 1976 w Udajpurze) – indyjski aktor i scenarzysta filmowy.

## Filmografia

### Aktor
- Kachchi Sadak (2006) – Randhir Singh Chaudhry
- Mumbai Godfather (2005)
- Kyun...! Ho Gaya Na (2004) – Banna
- Darna Mana Hai (2003) – Dev
- Satta (2003)
- Wspomnienia (2001)
- Zubeidaa (2001) – Raja Uday Singh

### Scenarzysta
- Kachchi Sadak (2006) (dialogi i scenariusz)